# Etimologia popular

L'escut oficial de Calaf reflecteix una etimologia popular

Una etimologia popular, en sentit bàsic, es refereix a establir l'origen d'una paraula basant-se en les creences i opinions de gent no especialitzada en la ciència etimològica.
Les etimologies populars acostumen a ser falses etimologies però sovint queden recollides oficialment. Per exemple l'escut de Calaf deriva d'una etimologia popular: CA (gos) quan en realitat deriva de la paraula àrab Calat que vol dir "castell". Un altre exemple és melmelada que sembla derivar de la mel, un dels ingredients principals abans de la difusió del sucre, però que deriva de Marmelo, el nom portuguès del codony, que ha donat derivats fidels a l'origen portuguès en la major part dels idiomes marmalade en anglès mermelada en castellà, marmelade en francès, marmelada en èuscar. etc. Algunes etimologies són totalment inversemblants i són més aviat plasenteries com la que fa derivar orxata de "Tens or, xata", o el cognom Granullas de les paraules de Jaume I: Gran ull has (tens un gran ull) adreçada a un vigilant que seria l'origen del cognom.
Les etimologies populars existeixen en la major part de les llengües, fins en els ideogrames xinesos: el que significa crisi (wēijī) que popularment es creu que es compon de dues parts que signifiquen perill i oportunitat quan en realitat el segon, "jī", no significa oportunitat.
En lingüística històrica l'etimologia popular es refereix, en un significat més tècnic a la variació (en pronunciació, transliteració, etc.) d'una paraula al llarg del temps.

## Font i influència de les etimologies falses
Són diverses les raons que expliquen l'existència d'etimologies populars. Algunes són interpretacions raonables de proves que resulten falses. En molts casos l'origen d'una paraula està en una llengua que els parlants actuals desconeixen. Els especialistes sovint proposen diversos orígens plausibles per a una paraula que amb el temps es van aclarint o no.